# Rifugio Padova
Die Padovahütte (italienisch Rifugio Padova) ist eine Schutzhütte in den Friauler Dolomiten in Italien.

## Lage und Umgebung
Die Padovahütte befindet sich auf 1287 m Höhe auf dem Gebiet der Gemeinde Domegge di Cadore in der Provinz Belluno. Sie liegt im Valle Pra di Toro an der Westseite der wilden Dolomiten Türme der Cridola, Monfalconi und Spalti di Toro.
Die Hütte dient als Stützpunkt für Wanderungen und Klettereien in den umliegenden Bergen. Von dort aus führen Wege über die La Forcella Scodavacca zum Rifugio Giaf nach Forni di Sopra.